# 26 cm Minenwerfer M. 17
A 26 cm Minenwerfer M. 17 egy nehéz aknavető volt, melyet az Osztrák–Magyar Monarchia hadereje használt az első világháború folyamán. Fejlesztését a Škoda végezte a zsákmányul szerzett olasz 240 mm-es aknavetők alapján. A Škoda két változatot mutatott be, az egyik hátrasikló rendszerrel ellátott, a másik merev hátrasiklású volt. Sorozatgyártásra a másodikat választották, mivel azt egyszerűbb és olcsóbb volt gyártani. Kialakításában elöltöltős, huzagolt aknavető, melyet körbe kellett forgatni új cél kereséséhez. Szállításhoz négy részre lehetett szedni.
Az első darabokat 1918 márciusában szállították. Havonta átlagosan 36-40 darabot gyártottak belőle a háború végéig.

## Fordítás
Ez a szócikk részben vagy egészben  a(z)   26 cm Minenwerfer M 17 című angol Wikipédia-szócikk ezen változatának fordításán alapul.  Az eredeti cikk szerkesztőit annak laptörténete sorolja fel. Ez a jelzés csupán a megfogalmazás eredetét és a szerzői jogokat jelzi, nem szolgál a cikkben szereplő információk forrásmegjelöléseként.